# Cmentarz wojenny nr 19 – Tarnowiec
Cmentarz wojenny nr 19 w Tarnowcu – zabytkowy cmentarz z okresu I wojny światowej.
Cmentarz, zaprojektowany przez Johanna Jägera, znajduje się na cmentarzu parafialnym. Po przebudowie w latach 60. cmentarz utracił swój pierwotny wygląd. Pochowano tu 48 żołnierzy austro-węgierskich i rosyjskich. 